# Autofokus

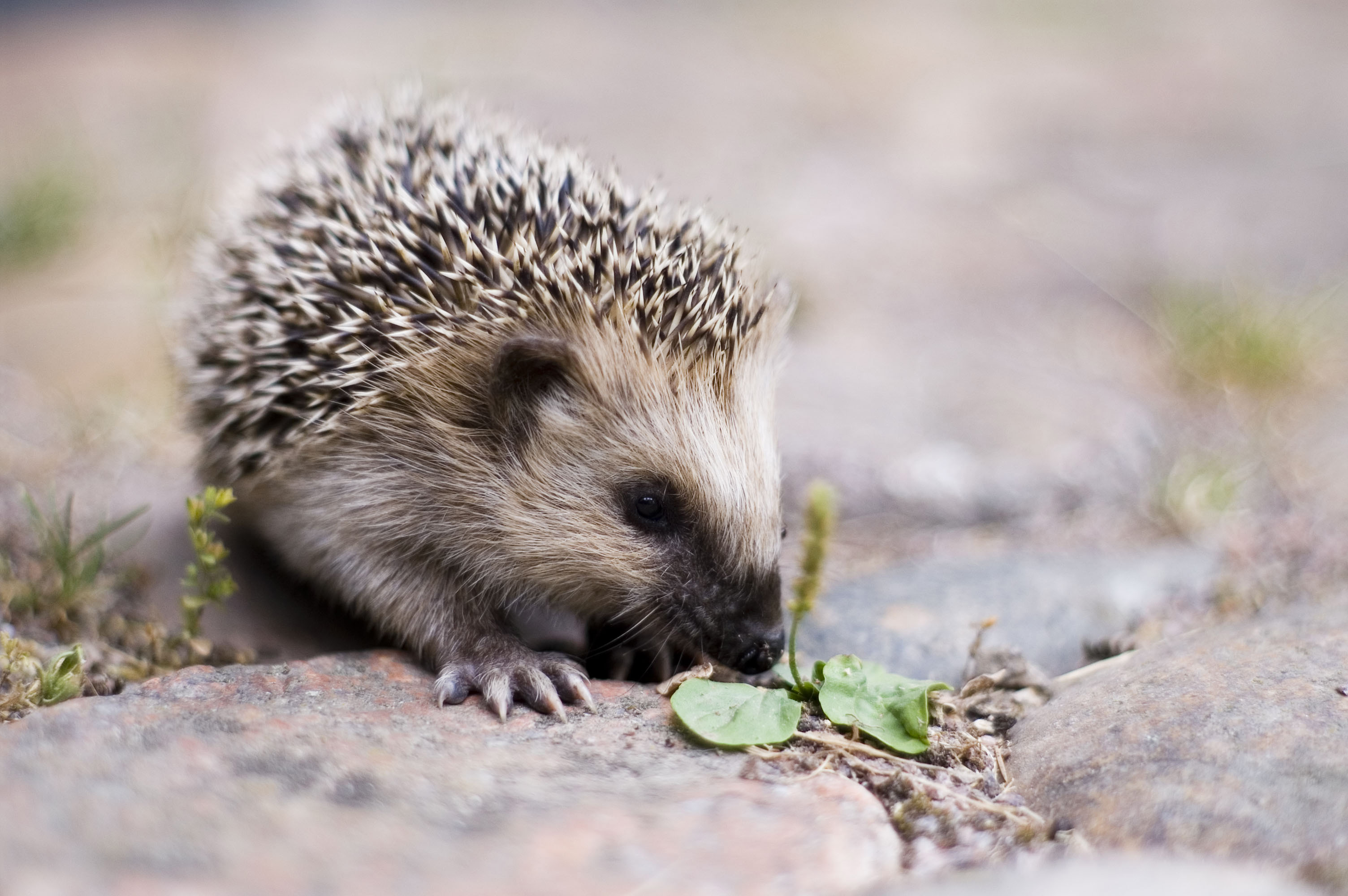
Der Fokus liegt auf dem Objekt, der Hintergrund verschwimmt

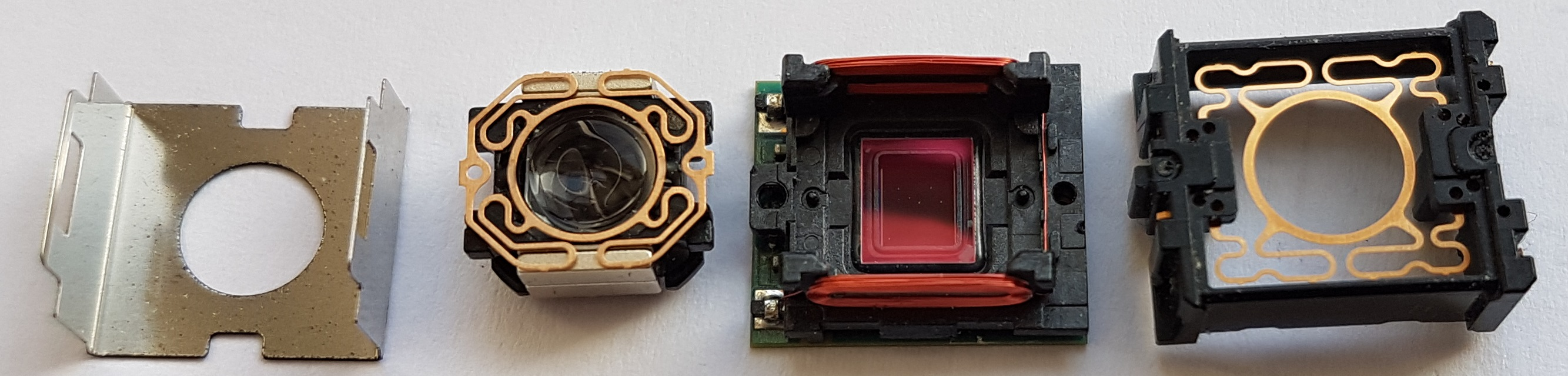
Aufbau eines Autofokus bei einem Smartphone. An der Linse sind Dauermagnete befestigt (zweites Objekt von links). Durch die Spule an der Halterung wird durch einen Stromfluss eine Kraft hervorgerufen, die die Linse verschiebt (drittes Objekt von links).

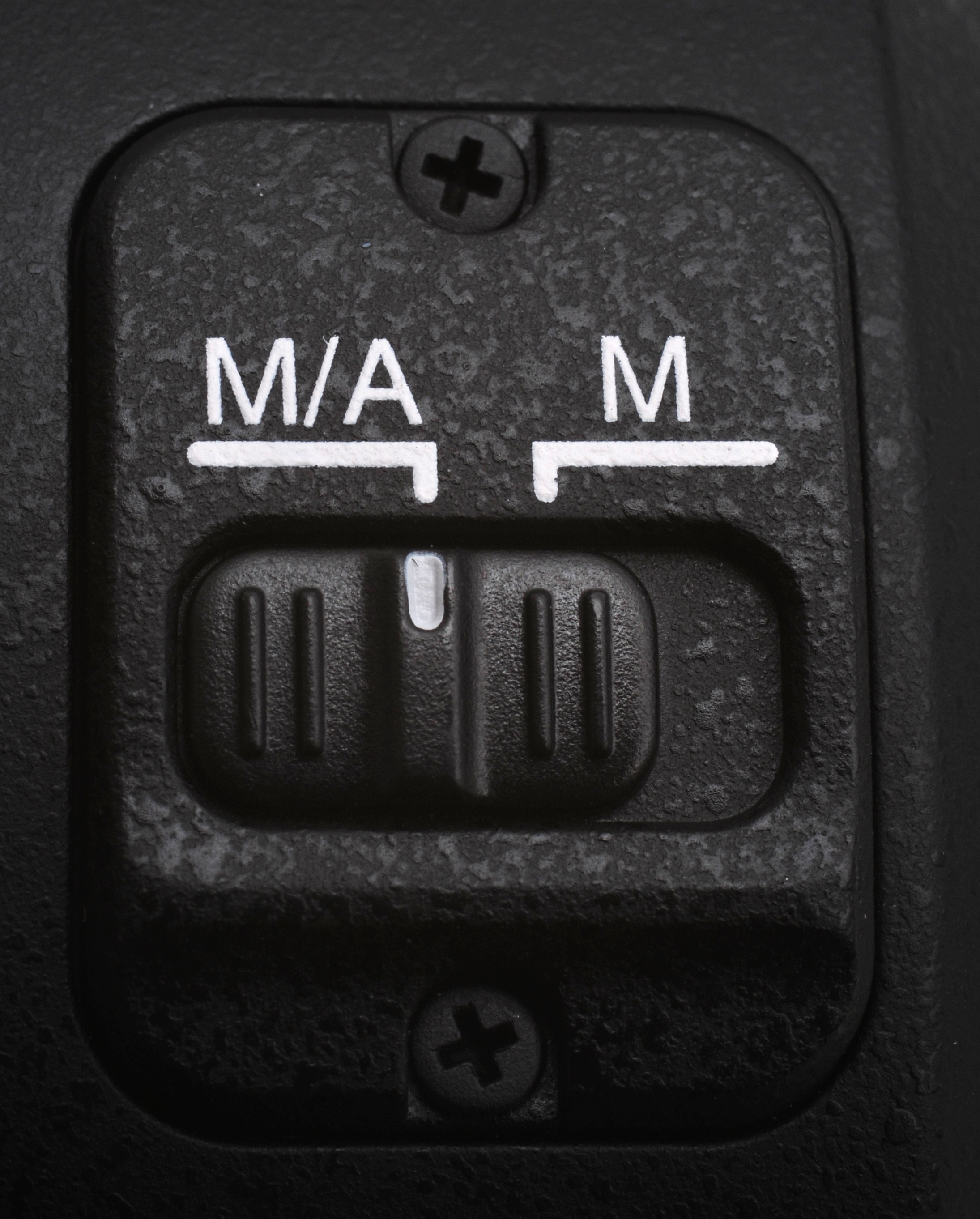
Umschalter zwischen manuellem und Autofokus an einem Objektiv

Als Autofokus (AF) wird die Technik einer Kamera oder auch anderer optischer Geräte bezeichnet, automatisch auf das Motiv scharfzustellen. Grundsätzlich unterscheidet man zwischen aktivem Autofokus, der auch bei völliger Dunkelheit funktioniert, und passivem Autofokus, bei dem nur das vom Motiv abgestrahlte oder reflektierte Licht verwendet wird.
Geschwindigkeit und Genauigkeit des Autofokus liegen heute meist über dem, was manuell erreichbar ist. Moderne Kameras messen dabei mehrere Bildbereiche, um schließlich selbst zu entscheiden, wo das Objekt ist.

## Geschichte
Die Entwicklung von Autofokussystemen begann in den 1960er Jahren. Erstmals stellte Canon 1963 einen Mockup vor, der aber nie gebaut wurde. 1971 war es Nikon, die das erste funktionierende Autofokussystem entwickelten, vollständig ins Objektiv integriert. Das nur als Prototyp gebaute 80-mm-Objektiv wog 2,7 kg.
Die erste Kamera, die mit einem eingebauten Autofokus verkauft wurde, war im November 1977 die Kompaktkamera Konica C35 AF, die mit dem von Honeywell 1975 vorgestellten Visitronic-System ausgestattet wurde.
Ab 1981 boten auch Hersteller von Wechselobjektivkameras Autofokussysteme an, meist jedoch mit nur in vereinzelten Objektiven verbauten Lösungen, die autark von der Kamera funktionierten und ausgesprochen unhandlich waren, so 1981 Canon, 1981/1982 Chinon, 1983 Olympus und 1984 Tokina.
Nur zwei Firmen boten Kleinbild-Spiegelreflexkameras mit automatischer Scharfstellung des Objektivs durch das Kameragehäuse: 1981 die Pentax ME F und 1983 die nach einem ähnlichen Prinzip funktionierende Nikon F3AF. Beide funktionierten nur mit speziellen Objektiven, von denen es für die Pentax nur eins und für die Nikon nur zwei gab.
Mit der Einführung der Minolta 7000 erschien dann die erste Kamera, die den Autofokus inklusive Antrieb vollständig ins Gehäuse integrierte und zugleich ein umfangreiches Programm an Objektiv lieferte: zusammen mit der Minolta 7000 AF stellte Minolta zwölf Autofokusobjektive vor; das Objektivprogramm wurde danach kontinuierlich ausgebaut. Minoltas gefeierte Lösung schockierte die Konkurrenten.
1986 folgten dann Nikon und Olympus mit entsprechenden AF-Systemen, 1987 Canon, Pentax und Yashica, damit waren Autofokussysteme Standard geworden. Mittlerweile sind Autofokus-Systeme selbst bei Mobiltelefonen Standard, und haben auch dort die ehemals eingesetzten Fixfokuslinsen weitgehend abgelöst.
2024 stellte DJI erstmalig ein Lidar-gestütztes System vor, das das Nachrüsten eines Autofokus bei historischen Objektiven und solchen mit manuellem Fokus ermöglicht. Daneben kann manuelles Schärfeziehen erfolgen, ohne die Automatik dauerhaft zu unterbrechen. Vorausgegangen war ein entsprechender DJI-Umrüstsatz von PDMovie.

## Allgemeines
Einfache AF-Systeme verfügen nur über einen einzigen Fokussensor, höher entwickelte dagegen inzwischen über ein ganzes Gitter von Sensoren. So besitzen im semi-professionellen Bereich angesiedelte Kameras oft mehr als 50 Sensoren, die im Regelfall für die Erfassung des zu fokussierenden Objekts einzeln auswählbar sind, wobei die Verfügbarkeit der einzelnen Sensoren vom verwendeten Objektiv abhängen kann.

### Autofokus-Modi
In der Fotopraxis werden heute neben der traditionellen manuellen Fokussierung (MF) verschiedene Autofokus-Modi unterschieden:
- AF.S (engl. single autofocus): Die Kamera stellt den Fokus auf das anvisierte Objekt ein und behält diese Einstellung anschließend bei, auch dann, wenn sich das Objekt bis zur Aufnahme an einen näheren oder weiter entfernten Ort bewegt.
- AF.C (engl. continuous autofocus): Die Kamera stellt den Fokus auf das anvisierte Objekt ein und regelt diese Einstellung anschließend je nachdem, ob sich das Objekt bis zur Aufnahme an einen näheren oder weiter entfernten Ort bewegt, kontinuierlich nach.
- AF.A (engl. automatic autofocus): Die Kamera entscheidet von Fall zu Fall selber, ob es sich bei dem Objekt um ein unbewegtes handelt, das sie am besten per AF.S fokussiert, oder um ein bewegtes, das sie per AF.C fokussiert.

Einige Canon-Kameras benutzen Eye-Tracking, um so über die Blickrichtung des Fotografen das momentan relevante Fokusfeld zu bestimmen.

### Fokussierungsfehler
Wird die Schärfe nicht in der tatsächlichen Bildebene (bei analogen Kameras der des fotografischen Films, bei Digitalkameras der des Bildsensors) ermittelt, sondern zum Beispiel mit einer Mattscheibe oder einem Autofokus-Sensor in einer separaten Hilfsebene, kann es zu Fokussierungsfehlern bei der Entfernungseinstellung kommen, was sich dann in leicht unscharfen Abbildungen beziehungsweise Aufnahmen widerspiegelt. Moderne Digitalkameras bieten deshalb mittlerweile auch die Möglichkeit, die Lage ihrer Autofokus-Sensoren in der Kamera noch einmal nachzujustieren.

## Passiver Autofokus
Am weitesten verbreitet sind heute passive Autofokussysteme, die beiden grundsätzlichen Techniken dabei sind Phasenvergleich und Kontrastmessung. Passive Autofokussierung ist stets auf genügende Beleuchtung und ausreichenden Objektkontrast angewiesen. Wird das Motiv mit einem Hilfslicht zusätzlich beleuchtet, kann die rein passive Autofokussierung damit zu einem quasi aktiven Verfahren erweitert werden.

### Kantenkontrastmessung
Die Fokussierung mittels Kontrastmessung an Konturkanten läuft prinzipiell so ab, wie auch das Auge, also der Fotograf, ohne weitere Hilfsmittel fokussiert: Die Bildweite des Objektivs wird solange variiert, bis der Helligkeitsverlauf an Hell/Dunkel-Konturkanten eine maximale Steilheit hat. Der Prozessor der Kamera errechnet dazu die Frequenzverteilung im Bild, und je größer der Anteil der hohen Frequenzen (also abrupten Hell-Dunkel-Wechsel), desto schärfer das Bild.
Die Kamera muss allerdings verschiedene Fokusse ausprobieren, um die Verstellrichtung zu bestimmen. Erst wenn mindestens zwei Messungen vorliegen, ist nicht nur die Richtung bekannt, sondern es kann ggf. auch die nächste Fokusposition extrapoliert werden.
Die Methode der Kantenkontrastmessung kommt, weil sie billig zu realisieren ist, häufig in Video- und kompakten Digitalkameras zum Einsatz.
Aufgrund des rechnerischen Aufwandes und nötigen Vorwissens der absoluten Verfahren (depth from defocus) kommen in der Praxis der Autofokussierung bei den meisten Herstellern nur relative Verfahren (depth from focus) zum Einsatz, wobei relative Verfahren in diesem Zusammenhang bedeutet, dass, um eine Verbesserung oder Verschlechterung der Bildschärfe und die Richtung der nötigen Fokussierung zu bestimmen, stets mehrere Aufnahmen mit unterschiedlicher Fokussierung notwendig sind (sozusagen eine „Versuchsreihe“ zur Bildschärfenoptimierung). Die Nachteile dieser Methode sind Rechen- und Motoraufwand, was sich negativ auf die Batterieladung und die benötigte Zeit auswirkt. Auch ist für jede neue Fokusmessung (auch ohne Veränderung des Bildausschnittes) zunächst einmal wieder eine Fokusveränderung, also Defokussierung, notwendig; daher wird erneut Zeit benötigt, auch wenn keine Verbesserung erreichbar ist.
Dadurch, dass die Messung mit dem Bildsensor geschieht, ist prinzipbedingt keine Dejustierung möglich, es sollte immer die optimale Fokuseinstellung erreicht werden.

### Phasenvergleich

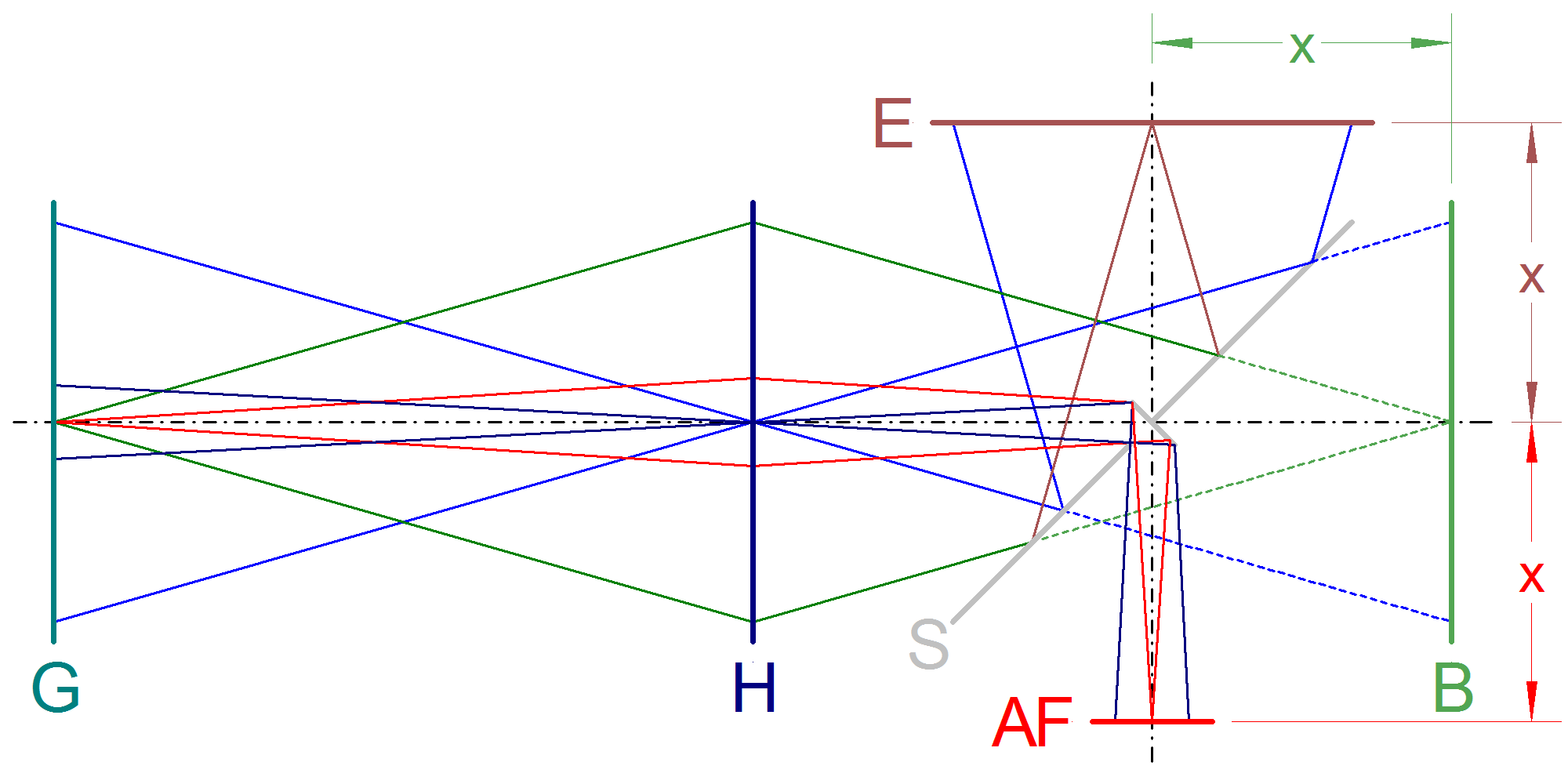
Prinzip einer Spiegelreflexkamera mit Autofokusmessung. Ein Objekt in der Gegenstandsebene G wird über die Hauptebene H und ein Spiegelsystem S auf eine Einstellscheibe E und einen Autofokussensor AF abgebildet. Zur Bildaufnahme in der Bildebene B wird der Spiegel S entfernt. Die drei Maße x dürfen sich nicht unterscheiden.

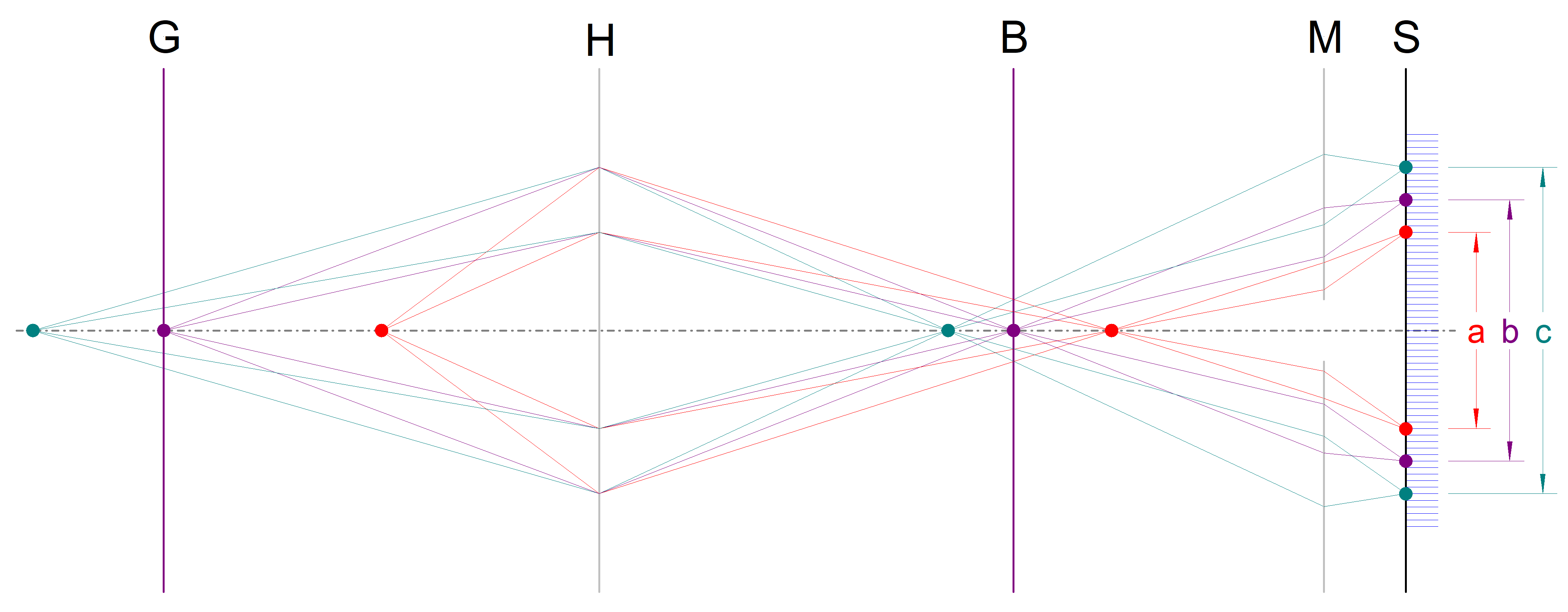
Elektronische Schärfemessung bei der optischen Abbildung eines Gegenstands in der Gegenstandsebene G über eine Hauptebene H in die Bildebene B. Zur ortsaufgelösten Messung der beiden oberhalb und unterhalb der optischen Achse über die Hilfshauptebene M abgebildeten Lichtintensitäten in der Sensorebene S kann ein Zeilensensor verwendet werden. Aus den Abständen (im Beispiel a, b und c) kann die Kameraelektronik feststellen, welcher Unterschied zwischen der gemessenen und der eingestellten Objektweite besteht. Im Beispiel entspricht der Abstand b der Objektiweite zwischen H und G.

Die ältere passive Methode ist der Phasenvergleich, der komplexer ist und zusätzliche Sensoren erfordert. In modernen Digitalkameras liegen diese direkt über der Sensorebene, alternativ kann bei Spiegelreflexkameras ein separater Sensorchip genutzt werden. Beim Phasenvergleich-Autofokus wird prinzipiell weniger Rechenleistung benötigt, da die Fokussierrichtung schon mit der ersten Messung bestimmt werden kann.
Die Methode leitet sich vom rein optischen Schnittbildindikator ab, einem Hilfsmittel, das in Spiegelreflex-Kameras der 60er bis 80er Jahre mit mechanischer Fokussierung zum Einsatz kam. Im Zentrum der durch den Sucher betrachteten Einstellscheibe waren dabei zwei gegeneinander geneigte unmattierte Kreishälften angebracht, so dass sich beim manuellen Fokussieren zwei Halbbilder aufeinander zuschoben, bis sie schließlich bei Scharfstellung exakt zusammenpassten. Diese Technik ist auch die Grundlage des Phasenerkennungsautofokus. Er besteht aus zwei Sensorzeilen, die die Lage der beiden Halbbilder zueinander an senkrechten Kanten beurteilen können.
Die Methode wurde erstmals 1976 durch Honeywells Visitronic-Chip realisiert. Das Funktionsprinzip beruht auf Triangulation der Objektentfernung durch (mindestens) zwei durch dieselbe Linse schauende Autofokussensoren (Stereobild). Das Ergebnis ist eine schnelle und genaue Fokussierung, die ohne erneute mechanische Fokussierung und damit ohne Zeitverlust beliebig oft wiederholt werden kann. Bei Digitalkameras wird dieses Verfahren wegen der höheren Kosten und technischen Komplexität überwiegend in den teureren Spiegelreflexkameras und Systemkameras verwendet, jedoch sind inzwischen auch viele Kompaktkameras mit dieser Technik ausgestattet.

#### Liniensensoren und Kreuzsensoren
Autofokussensoren, die mit dem Phasenvergleich arbeiten, suchen an zwei voneinander entfernten Punkten vergleichbare Lichtintensitätsmuster. Eine erfolgreiche Fokusbestimmung kann also nur erfolgen, wenn auf der Bildausbreitungsrichtung zwischen beiden Punkten (längs oder quer) variierende Lichtintensitäten vorkommen; flächige oder parallel linierte Bildmotive ermöglichen bei diesen Liniensensoren keine Fokusbestimmung. Aus diesem Grunde sind meist mehrere AF-Sensoren in einer Kamera so untergebracht, dass deren Linienempfindlichkeiten quer zueinander orientiert sind.
Um eine noch höhere Sensordichte und damit eine höhere und dynamische Fokusbestimmung zu erreichen, gibt es sogenannte Kreuzsensoren, deren Linienempfindlichkeit in zwei Dimensionen ausgerichtet ist. Die in der Leistungsbeschreibung eines Kameramodells oft herausgestellte Anzahl von Kreuzsensoren könnte also mit zwei multipliziert und zusammen mit den übrigen AF-Sensoren als Qualitätsgröße herangezogen werden. Kreuzsensoren sind bei älteren Kameras sowie bei aktuellen Einsteigermodellen hauptsächlich in der motivwichtigen Bildmitte platziert, wo auf gleichem Raum nicht die doppelte Anzahl Liniensensoren unterzubringen ist. Heutige Flaggschiffmodelle arbeiten ausschließlich mit Kreuzsensoren.

#### Dual-Pixel-Autofokus
Bei Canons Dual-Pixel-Autofokus handelt es sich um eine Weiterentwicklung der Phasenvergleichsmessung. Statt eine quasi unsichtbare Schicht von Phasenvergleichs-Sensoren über der Sensorebene anzubringen, besitzen hier alle effektiven Pixel auf der Sensorfläche zwei getrennte Fotodioden, die für den Phasenerkennungs-AF getrennt und zum Generieren der Bilddaten gemeinsam ausgelesen werden.
Um eine solche Phasenerkennung auf dem Bildsensor durchzuführen, werden jeweils die linke und rechte Fotodiode separat ausgelesen, und die daraus resultierenden Parallaxenbilder werden zur Feststellung der Phasendifferenz genutzt. Vorteil dieser Methode ist, dass jeder Bildpunkt zur Phasendifferenzbestimmung herangezogen werden kann. Gleichzeitig werden Nachteile einer zusätzlichen Phasen-Autofokusschicht vermieden, wie z. B. dass unter bestimmten Gegenlichtbedingungen die Sensorleitungen sichtbar werden.

### Hybrid-Autofokus
Die Kombination von oben beschriebener Kantenkontrastmessung mit Phasenvergleichsmessung wird als Hybrid-Autofokus bezeichnet. Hierbei kombiniert die Kamera den Vorteil des schnelleren Phasenvergleichs im ersten Schritt mit der genaueren Kontrastkantenmessung im zweiten Schritt. Hierdurch wird erreicht, dass die Fokussierung an jedem beliebigen Bildpunkt stattfinden kann, obwohl der Phasenautofokus aufgrund der Sensoranzahl auf bestimmte Punkte im Bild beschränkt ist.

## Aktiver Autofokus

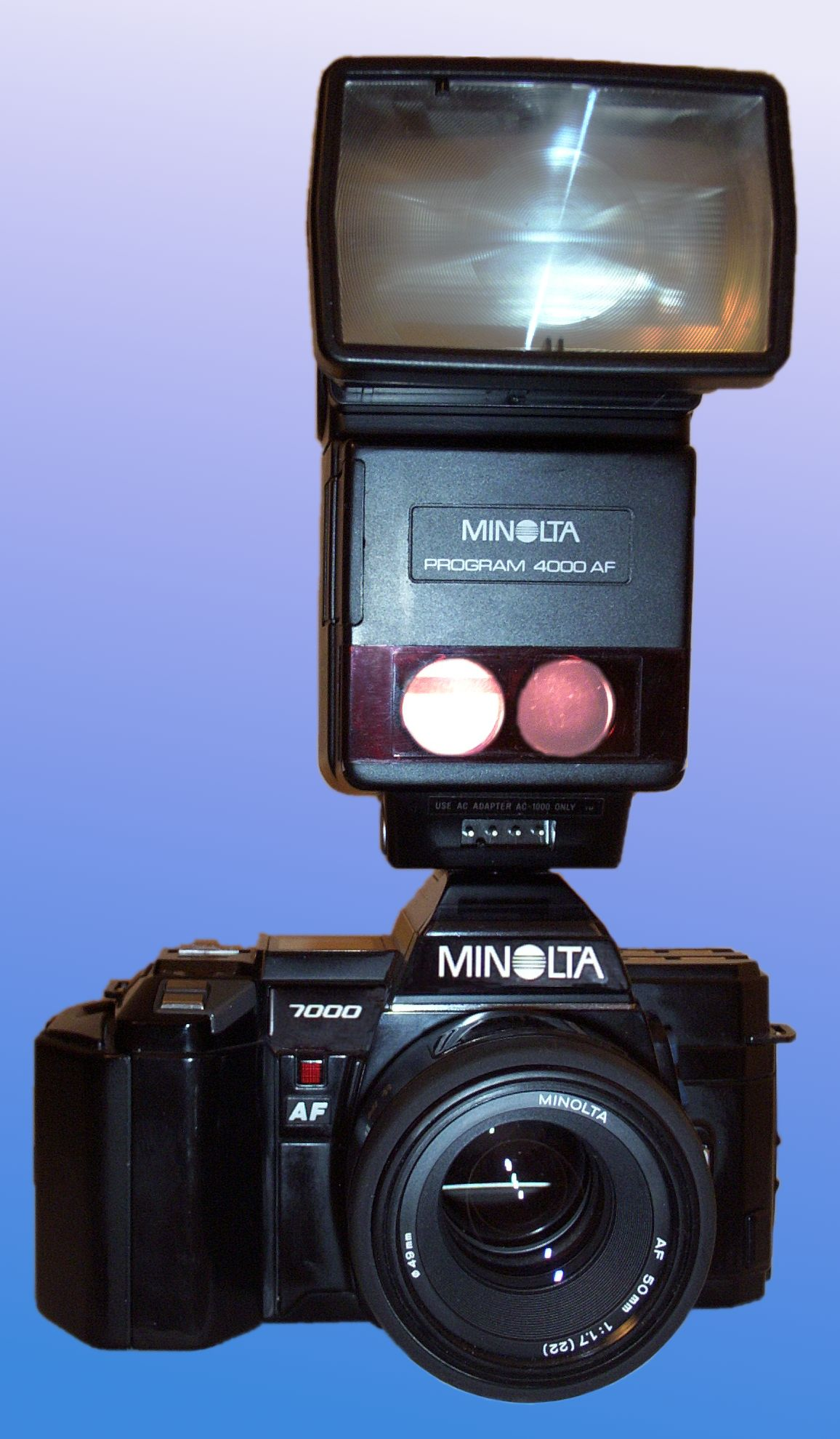
AF-Hilfslicht am Blitzgerät in Betrieb

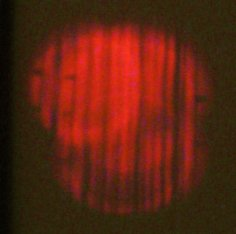
AF-Hilfslicht (im Dunkeln auf weiße Wand projiziert)

Der aktive Autofokus funktioniert auch in absoluter Dunkelheit. Man unterscheidet zwischen direkter Entfernungsmessung mittels Ultraschall und der Erweiterung passiver Methoden mittels Objektbeleuchtung.

### Ultraschall-Laufzeitverfahren
Ein aktives Ultraschallverfahren (Sonar) wird beispielsweise seit 1982 bei verschiedenen Polaroid-Kameras eingesetzt. Dabei wird die Zeit, die der Schall von der Kamera zum Objekt und zurück benötigt, gemessen und je nach berechneter Entfernung fokussiert. Der Vorteil dieses Verfahrens ist, dass es extrem schnell funktioniert, da keine Probefokussierung wie bei der Kontrastmessung notwendig ist. Nachteilig ist, dass keine präzise Auswahl des Fokus auf dem Motiv möglich ist und dass es, da es kein optisches Verfahren ist, durch Glasscheiben gar nicht und bei Spiegeln auch nur bedingt funktioniert. Außerdem funktioniert das Verfahren nur bis zu einer gewissen Entfernung, die in manchen Fällen weit unter der hyperfokalen Entfernung liegt.

### Objektbeleuchtung
Eine Phasenvergleich- oder Kontrastmessung kann trotz zu geringer Leuchtleistung des Motivs durchgeführt werden, wenn dieses aktiv beleuchtet wird. Dabei werden entweder Hilfslichter, die dem einer Taschenlampe ähneln, oder Messblitze angewendet.

### AF-Hilfslicht
Das AF-Hilfslicht ist meist rot oder – z. B. bei der Pentax K-5 – grün (sichtbar), alternativ infrarot (unsichtbar), in letzterem Fall dann allerdings durch Längs-CA des Objektivs auch etwas ungenauer. Wie im Bildbeispiel zu sehen, kommt dabei idealerweise kein gleichmäßiger Lichtfleck zum Einsatz, sondern ein auf das Motiv projiziertes Muster. Wenn der Phasenvergleich in der Horizontalen gemessen wird, eignet sich ein vertikales Linienmuster besonders gut. Größter Vorteil allerdings ist, dass mit solch einem Beleuchtungsmuster sogar auf Flächen ohne jeden Kontrast fokussiert werden kann, weshalb man dieses Verfahren auch dann verwendet, wenn das Objekt eigentlich genügend Licht für die Messung liefert, jedoch zu geringen Kontrast aufweist. Verfügt die Kamera über kein eigenes Blitzlicht, ist das AF-Hilfslicht meist im zugehörigen Blitzgerät eingebaut.
Neben der (zeitlich) kontinuierlichen Ausleuchtung mit einem AF-Hilfslicht werden auch Messblitze verwendet. Deren Vorteil ist außer ihren geringen Kosten (es wird keine weitere Lichtquelle benötigt) die Tatsache, dass damit auch schnell bewegte Objekte aufgrund ihrer unterdrückten Bewegungsunschärfe scharfgestellt werden können, Nachteil dagegen (neben ihrer „Auffälligkeit“), dass durch die gleichmäßige Ausleuchtung, wie bei rein passiven Verfahren, wieder nur Objekte mit ausreichendem Kontrast fokussierbar sind.

## Spezielle Erweiterungen des Autofokus
In Verbindung mit dem Autofokus bieten einige Kameras weitere Funktionen an.

### Fokus-Falle
Bei der Fokus-Falle (engl. focal trap, trap focus, catch-in focus) überlässt die Kamera die Einstellung der Schärfeebene dem Fotografen und prüft selbst lediglich periodisch, ob sich ein Objekt in der gewählten Schärfeebene befindet: Ist das der Fall, löst sie aus. Ein Anwendungsbeispiel dieser Technik wäre etwa die Beobachtung einer Futterstelle auf einer Lichtung: Sobald ein Tier an der scharfgestellten Position auftaucht, wird es von der Kamera automatisch fotografiert.

### Prädiktiver Autofokus
Beim prädiktiven Autofokus (engl. predictive autofocus, vielfach auch fälschlich als „prädikativer Autofokus“ bezeichnet) kann die Kamera bei Serienaufnahmen erkennen, ob und wie schnell sich das Objekt bewegt, und daraus die voraussichtlich nächste Position des Objekts abschätzen. Dazu wird zwischen den einzelnen Bildern der Serienaufnahme der Fokus erneut gemessen, für die nächste Aufnahme extrapoliert und passend eingestellt. Dadurch ist es möglich, zum Beispiel herankommende Fahrzeuge auch bei Serienaufnahmen durchgängig scharf abzubilden.
Kameras mit prädiktivem Autofokus werden von zahlreichen Herstellern angeboten, so u. a. von Canon (seit 1989), Nikon, Sony, Pentax, Olympus und Panasonic.

### KI-gestützer Autofokus
Beim KI-gestützten (künstliche Intelligenz) Autofokus (engl. AI autofocus) werden auf Basis selbstlernender Signalverarbeitungssysteme Aspekte des Motivs durch trainierte Mustererkennung erkannt und als bildwichtige Bestandteile bei der Fokussierung priorisiert. Diese Systeme helfen, schnell bewegte Motive wie Fahrzeuge, Tiere oder in der Sportfotografie verlässlicher zum Beispiel auf Auge, Gesicht oder Körper scharfzustellen.